# Xuân Huy
Xuân Huy là một xã thuộc huyện Lâm Thao, tỉnh Phú Thọ, Việt Nam.
Xã Xuân Huy có diện tích 6,18 km², dân số năm 1999 là 4.566 người, mật độ dân số đạt 739 người/km².
Theo thống kê năm 2019, xã Xuân Huy có diện tích 6,18 km², dân số là 4.755 người, mật độ dân số đạt 769 người/km².